# 1911 год в спорте
Список 1911 год в спорте перечисляет спортивные события, произошедшие в 1911 году.

## Российская империя
- Чемпионат России по конькобежному спорту 1911;

### Футбол
- Матчи сборной Российской империи по футболу 1911;
- Созданы клубы:
  - «Звезда» (Кропивницкий)
  - «Пищевкус»;
  - «Торпедо» (Бердянск);
  - ЦСКА (Москва);

### Шахматы
- Всероссийский турнир сильнейших любителей 1911

## Международные события
- Шахматный турнир Карлсбад 1911;

Созданы:
- Баскетбольный клуб «Луисвилл Кардиналс»;
- Хоккейный клуб «Домб» (Катовице);

### Чемпионаты Европы
- Чемпионат Европы по конькобежному спорту 1911;
- Чемпионат Европы по фигурному катанию 1911;
- Чемпионат Европы по хоккею с шайбой 1911;

### Чемпионаты мира
- Чемпионат мира по тяжёлой атлетике 1911 (I);
- Чемпионат мира по тяжёлой атлетике 1911 (II);
- Чемпионат мира по тяжёлой атлетике 1911 (III);
- Чемпионат мира по тяжёлой атлетике 1911 (IV);
- Чемпионат мира по фигурному катанию 1911;

### Регби
Созданы клубы:
- «Безье Эро»;
- «Клермон Овернь»;
- «Сан-Андрес»;

### Футбол
- Чемпионат Люксембурга по футболу 1910/1911;
- Чемпионат Нидерландов по футболу 1911/1912;
- Чемпионат Уругвая по футболу 1911;
- ФК «Аякс» Амстердам в сезоне 1911/1912;
- Созданы клубы:
  - «Альмагро»;
  - «Аустрия» (Вена);
  - «Баррейренсе»;
  - БВСК;
  - «Безье»;
  - «Брешиа»;
  - «Валюр»;
  - «Вашаш»;
  - «Виктория» (Пльзень);
  - «Галифакс Таун»;
  - «Граджянски» (Загреб);
  - «Гремио Бразил»;
  - «Гуарани» (Кампинас);
  - «Замалек»;
  - «Ирапуато»;
  - «Кечкемет»;
  - «Клермон»;
  - «Кобленц»;
  - «Лажеаденсе»;
  - «Мантова»;
  - «Олимпия» (Любляна);
  - ОФК;
  - «Павия»;
  - «Полония» (Варшава);
  - «Салгейруш»;
  - «Саннес Ульф»;
  - «Скала» (Стрый);
  - «Украина»;
  - «Хартс оф Оук»;

#### Англия
- Суперкубок Англии по футболу 1911;
- Футбольная лига Англии 1910/1911;
- Футбольная лига Англии 1911/1912;
- ФК «Манчестер Юнайтед» в сезоне 1910/1911;

## Персоналии

### Родились
- 24 февраля
  - Александр Голдштейн (итал. Aleksandr Goldstein), польский/австралийский шахматный композитор (ум. 1988).[1];
  - Хенк Бломвлит, нидерландский футболист;
  - Ниг Липскомб (англ. Nig Lipscomb), американский бейсболист[2];
  - Джон Оулибер (англ. Johnny Oulliber), бывший американский бейсболист, президент (1958—1969) и председатель совета директоров (1969—1973) банка «First Commerce Corporation»[англ.][3];
  - Влодзимеж Речек, польский спортивный и политический деятель, деятель международного олимпийского движения, доктор наук, кавалер Ордена Белого орла[4];
  - Нобль Сривитт (англ. Noble Threewitt) (99) — американский тренер верховых лошадей для участия в скачках[5];
- 24 июня — Хуан Мануэль Фанхио — аргентинский автогонщик;
- 17 августа — Михаил Ботвинник, советский шахматист, 6-й чемпион мира по шахматам.